# Zonotrichia capensis
 Il passero dal collare rossiccio (Zonotrichia capensis Müller, 1766) è un uccello passeriforme appartenente alla famiglia dei Passerellidi; la specie è presente in una vasta varietà di habitat distribuiti tra il Messico sud-orientale e la Terra del Fuoco, oltre che nell'isola di Hispaniola. Il passero dal collare rossiccio è stato studiato fin dagli anni 1970 per l'estrema varietà dei suoi versi. La specie è nota anche con i nomi comuni tico-tico,  chingolo, copetón e comemaíz (in italiano mangia-mais).

## Descrizione

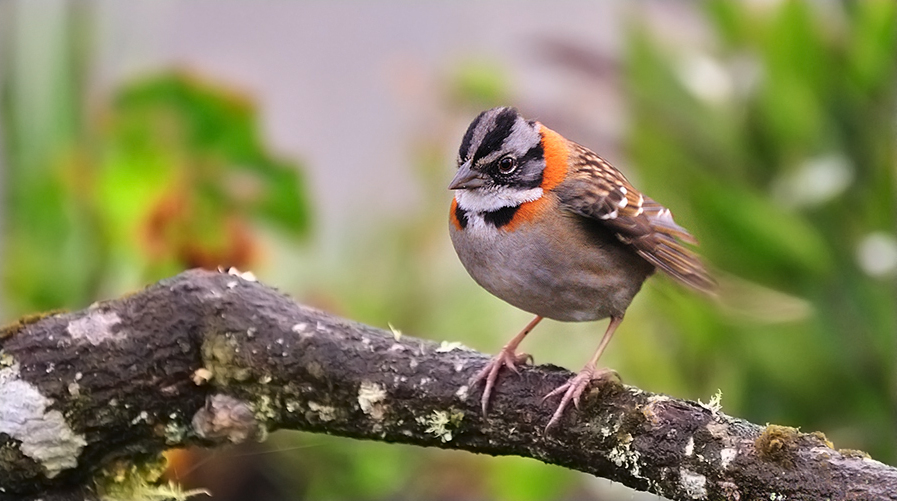
Esemplare maschio di Zonotrichia capensis

Il passero dal collare rossiccio ha una lunghezza compresa tra i 13,5 e i 15 cm e un peso tra i 20 e i 25 g. Gli esemplari adulti hanno il becco e la testa di colore grigio, con larghe strisce nere ai lati della corona e strisce più sottili attorno all'occhio e sotto le guance. Ai lati della nuca e del petto la specie presenta un collare rossiccio, con la parte superiore del corpo di colore bruno-olivastro e striata di nero. Le penne copritrici sulle ali formano due righe bianche. La gola è bianca, mentre la parte inferiore del corpo si presenta biancastra, diventando bruna sui fianchi, mentre sul petto è presente una macchia nera in prossimità del collare rossiccio.
Gli esemplari giovani hanno la testa e la parte inferiore del corpo di un colore più opaco, tendente al giallo-marrone, con striature nero-brunastre; il collare rossiccio non è presente.
La specie presenta almeno 25 sottospecie, che mostrano tra di loro variazioni piuttosto marcate. In generale la testa è più grigia e meno striata nelle Ande meridionali e nel Cono Sud, mentre nei tepui del Venezuela è decisamente più scura.

## Distribuzione e habitat
Il passero dal collare rossiccio occupa diversi ambienti tra loro differenti compresi tra il livello del mare e i 4600 m s.l.m., e le popolazioni che vivono a differenti quote mostrano tra loro diversi parametri fisiologici, sviluppatisi a seguito dell'adattamento della specie all'ambiente circostante. I diversi habitat della specie comprendono le macchie di boscose costiere così come le zone aride, i parchi urbani, i pascoli andini e le colline subalpine.
L'areale di Zonotrichia capensis si estende dal Messico meridionale alla Terra del Fuoco; a nord dell'Amazzonia la specie è presente solamente nelle zone montane. La presenza della specie sull'isola di Hispaniola e la sua assenza dalle altre isole dei Caraibi ha fatto supporre un'evoluzione degli eventi simile a quella ipotizzata per il crociere di Hispaniola (Loxia megaplaga). Secondo tale teoria, gli antenati del passero dal collare rossiccio sarebbero stati presenti in tutta la regione durante l'ultimo periodo glaciale, ma si sarebbero in seguito ritirati sulle più alte montagne di Hispaniola a seguito dell'aumento delle temperature.

## Biologia
Zonotrichia capensis si nutre sul terreno di semi, grano caduto, insetti e ragni. A volte agisce in interazione con altre specie nella ricerca del cibo de è stato osservato prendere le termiti dalle ragnatele. Solitamente occupa piccoli territori in coppia o in piccoli branchi; docile e facilmente avvicinabile, è una presenza molto comune in un vasto numero di ambienti e non è considerato in pericolo dall'IUCN.

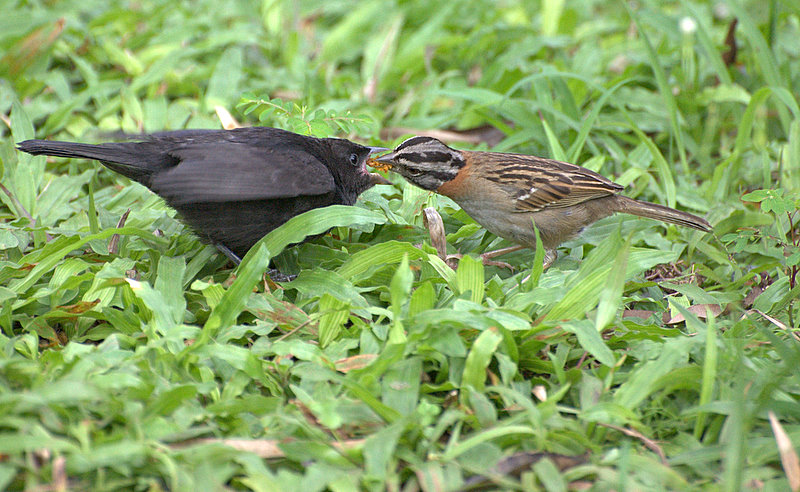
Parassitismo da cova. Un esemplare adulto di Zonotrichia capensis nutre un individuo giovane di Molothrus bonariensis.

La stagione riproduttiva è limitata dalla disponibilità di cibo e dalla pioggia. In popolazioni di diverse zone si sono osservati fino a due diversi cicli annuali di riproduzione e muta. Per la maggior parte delle sottospecie il periodo riproduttivo si estende da settembre-ottobre a dicembre; le popolazioni centroamericane tuttavia possono iniziare la stagione a maggio, mentre per quelle presenti nell'estremo sud del continente il periodo può prolungarsi fino a febbraio. Il nido ha la forma di una coppa ed è costituito da una base di erba, steli e radici e da un rivestimento in genere composto da erba più soffice. È costruito nel pieno della vegetazione intricata, su alberi, arbusti o anche nicchie su muri; solitamente si trova a meno di 0,5 m dal suolo, ma può essere posto fino a 2 m d'altezza.
La femmina depone due o tre uova di colore verde-azzurro con macchie bruno-rossastre. Le uova possono misurare 15–16 mm in larghezza e 19–21 mm in lunghezza, e pesano ognuna 2,6-2,8 g. Vengono incubate dalla femmina per 12-14 giorni, durante i quali essa spende i due terzi del suo tempo nella cova o nella frequentazione del nido. Il maschio nel frattempo aiuta a nutrire i pulcini, che non sono molto voraci: i genitori danno loro da mangiare solo ogni 10 minuti. Il parassitismo da cova, specie con il molotro splendente, è abbastanza comune e, a causa della predazione, il fallimento della crescita dei piccoli è piuttosto frequente durante il periodo di incubazione. La predazione dei nidi, tuttavia, non sembra verificarsi più spesso rispetto ad altri passeridi di taglia simile.
Alcune sottospecie effettuano migrazioni stagionali, variando la quota del loro habitat o, nel caso di Z. capensis australis e Z. capensis choraules, spostandosi di più di 30° di latitudine.

## Canto
Il canto del passero dal collare rossiccio è stato a lungo studiato a causa della sua estrema variabilità. Il verso è composto da una prima parte, nella quale vengono fischiate da una a quattro note distinte, e da una parte finale costituita da una serie di note simili in sequenza, che danno la sensazione di un trillo. Quest'ultimo varia in base alle diverse popolazioni e ai differenti habitat, ma a livello locale risulta pressoché costante tra individui vicini.
La prima parte del verso, invece, può variare da individuo a individuo. Gli esemplari di una stessa popolazione possono cantare motivi diversi; è comune anche che individui diversi cantino lo stesso tema, ma in questo caso la versione fornita non è mai identica nelle frequenze e nella durata.
La maggior parte degli esemplari di Zonotrichia capensis sembra conoscere un solo tema; alcuni individui però sono in grado di emettere due o, in rari casi, tre diversi motivi. In questi casi la successione non è casuale, ma segue uno schema che prevede tra le 3 e le 43 ripetizioni di un tema prima di passare al successivo.

## Tassonomia
La specie è stata individuata e descritta con il nome di Fringilla capensis da Philipp Ludwig Statius Müller nel 1776.

Sono state descritte 25 sottospecie:

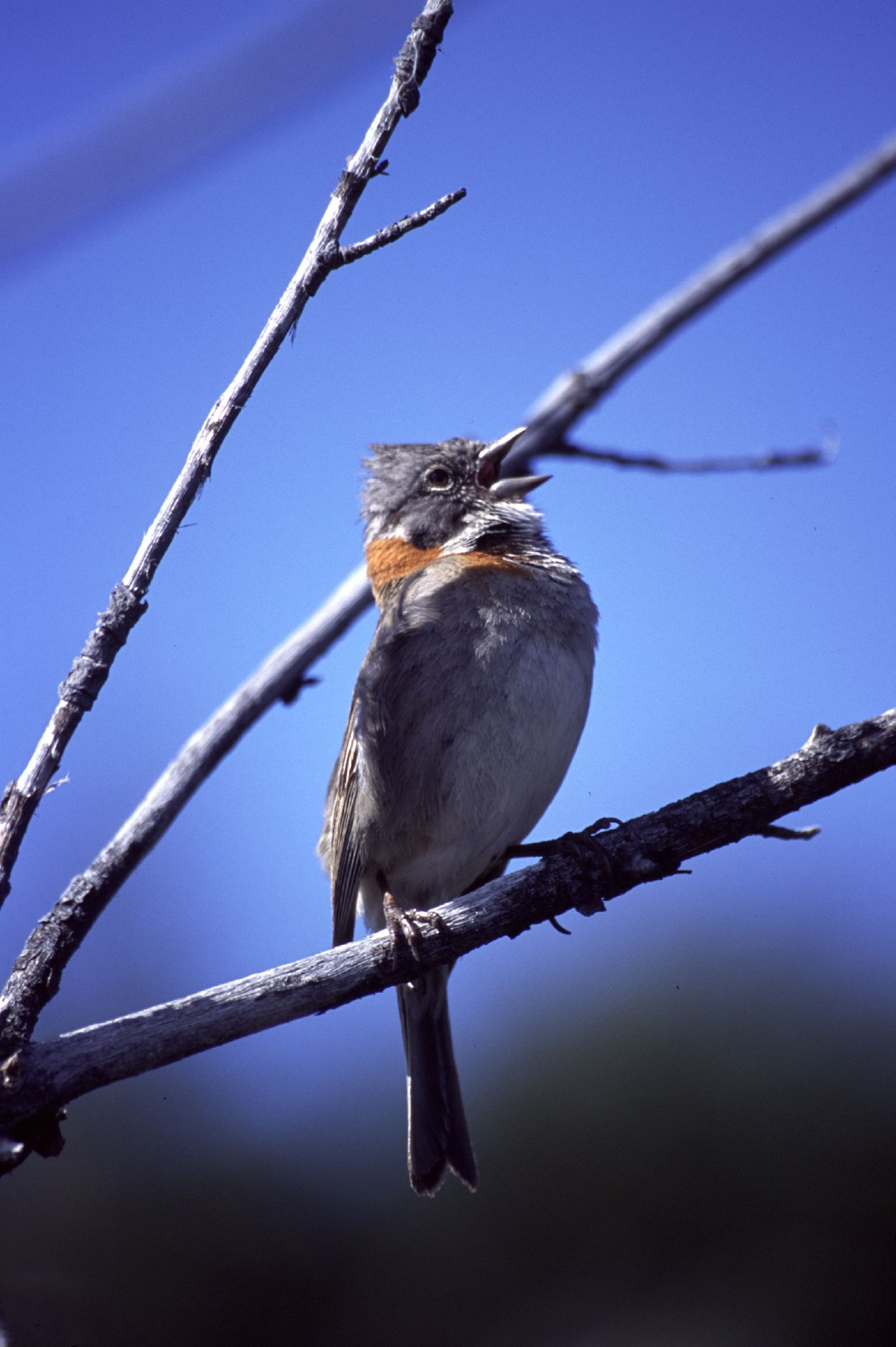
Z. capensis australis nel Parco nazionale Los Glaciares, Argentina.

- Z. capensis antillarum (Repubblica Dominicana)
- Z. capensis septentrionalis (Chiapas, Honduras e El Salvador)
- Z. capensis costaricensis (Costa Rica, Panama, Colombia, Venezuela ed Ecuador)
- Z. capensis orestera (Panamá)
- Z. capensis insularis (Curaçao e Aruba)
- Z. capensis venezuelae (Venezuela del nord)
- Z. capensis inaccessibilis (Amazonas, Venezuela del sud)
- Z. capensis roraimae (Colombia, Venezuela, Guyana e Brasile)
- Z. capensis macconnelli (Bolívar, Venezuela del sud)
- Z. capensis capensis (Guyana francese)
- Z. capensis tocantinsi (Brasile del nord)
- Z. capensis matutina (Brasile e Bolivia)
- Z. capensis subtorquata (Brasile, Argentina e Uruguay)
- Z. capensis mellea (Paraguay e Argentina)
- Z. capensis hypoleuca (Bolivia e Argentina)
- Z. capensis illescaensis (Perù)
- Z. capensis huancabambae (Perù)
- Z. capensis peruviensis (Perù)
- Z. capensis carabayae (Perù e Bolivia)
- Z. capensis antofagastae (Cile)
- Z. capensis pulacayensis (Bolivia)
- Z. capensis chilensis (Cile e Argentina)
- Z. capensis sanborni (Cile e Argentina)
- Z. capensis choraules (Argentina)
- Z. capensis australis (Bolivia, Argentina e Cile)